# Cezij
Cézij je kemični element, ki ima v periodnem sistemu simbol Cs in atomsko število 55. To je mehka srebrnkasto-zlata alkalijska kovina.Ta element je najbolj znan po uporabi v atomskih urah in v fotoelektričnih celicah.

## Pomembne lastnosti
Spekter elektromagnetnega valovanja cezija ima dve svetli črti v modrem delu spektra ter mnoge druge črte v rdečem, rumenem in zelenem delu. Ta kovina je srebrno-zlate barve in je mehka in kovna. Cezij je tudi najbolj elektropozitiven in najbolj alkalen kemijski element in ima od vseh elementov, razen francija, tudi najmanjši ionizacijski potencial. Cezij je najredkejši od vseh petih neradioaktivnih alkalijskih kovin. (Pravzaprav je najredkejša navadna alkalijska kovina francij; zaradi njegove izjemne radioaktivnosti ga je v vsakem trenutku v celotni Zemlji manj kot unčo, tako da lahko za praktične primere privzamemo, da ga ni.)
Poleg galija in živega srebra je cezij edina kovina, ki je pri sobni temperaturi ali blizu nje v tekočem stanju. Cezij v hladni vodi reagira eksplozivno, reagira tudi z ledom pri temperaturah nad -116 °C. Cezijev hidroksid (CsOH) je najmočnejša znana baza; napada celo steklo.

## Uporaba
Cezij je najbolj znan po uporabi v atomskih urah, ki so natančne na sekunde v mnogih tisočih let.
- Cs-134 se je uporabljal v hidrologiji, kot mera izhoda cezija iz industrije jedrskih elektrarn. Izotop Cs-134 se uporabljajo, ker je manj razširjen kot Cs-133 ali Cs-137, nastane pa lahko zgolj pri jedrskih reakcijah. V ta namen so uporabljali tudi Cs-135.
- Podobno kot drugi elementi prve skupine ima tudi cezij veliko afiniteto do kisika in se uporablja kot getter v vakuumskih ceveh.
- Poglavitna uporaba cezija je za proizvodnjo fotoelektričnih celic za pretvorbo energije sončnih žarkov v električno energijo.
- Poleg tega se cezij uporablja kot katalizator pri hidriranju določenih organskih zmeseh.
- Radioaktivni izotopi cezija se uporabljajo v medicini pri zdravljenju določenih vrst raka.
- Zadnje čase se ta kovina uporablja v sistemih za ionski pogon.

## Zgodovina
Cezij (latinsko caesium; caesius pomeni »nebeško moder«) sta spektroskopsko odkrila Robert Wilhelm Bunsen in Gustav Robert Kirchhoff leta 1860 v mineralni vodi iz nemškega Dürkheima. Njegova istovetnost je temeljila na svetlih modrih črtah v njegovem spektru; to je bil prvi element, ki je bil odkrit na podlagi spektralne analize. Prvo kovino cezija so izdelali leta 1881.
Od leta 1967 Mednarodni sistem enot definira sekundo kot 9.192.631.770 period radiacije, ki ustreza prehodu med dvema energijskima ravnema osnovnega stanja atoma cezij-133. Zgodovinsko gledano je bila najpomembnejša raba cezija v raziskavah in razvoju, predvsem v kemijskih in elektrotehniških aplikacijah.

## Nahajališča
Alkalijska kovina cezij se nahaja v lepidolitu, polucitu (hidratnem silikatu aluminija in cezija) in v drugih virih. Eno od najpomembnejših in najbogatejših virov te kovine leži ob jezeru Bernic v kanadski provinci Manitobi. Tamkajšnja nahajališča po oceni vsebujejo 300.000 ton polucita s povprečno 20 % cezija.
Cezij je moč izolirati z elektrolizo zgorenega cianida in na številne druge načine. Posebno čist in brezplinski cezij se lahko naredi s toplotno dekompozicijo cezijevega azida. Glavne zmesi cezija so njegovi kloridi in nitrati. Cena cezija se je leta 1997 gibala okoli 30 USD za gram.

## Izotopi
Cezij ima 32 znanih izotopov, kar je več kot katerikoli drug element, razen francija. Atomske mase teh izotopov se gibljejo med 114 in 145.
Čeprav ima ta element največje število izotopov, ima le en naravni stabilni izotop, Cs-133. Radiogeni izotop Cs-137 se je uporabljal za hidrološke študije, podobno kot H-3. Cs-137 nastane pri detonaciji jedrskega orožja in emisijah iz jedrskih elektrarn, še posebej od eksplozije v Černobilu leta 1986. Od pričetka jedrskih poskusov leta 1954 se Cs-137 izpušča v atmosfero, kjer se hitro absorbira v raztopino. Ko Cs-137 vstopi v površinsko vodo, se odloži na zemljatih površinah in odstrani iz pokrajine predvsem s prenosom delcev. Posledica tega je, da se lahko vhodna funkcija teh izotopov ocenjuje kot funkcija časa.

## Nevarnosti
Cezij je v mrzli vodi močno eksploziven. Velja za hud strup, nekateri njegovi radioizotopi pa so še bolj toksični. Cezijev hidroksid je izjemno močna baza, ki napada celo steklo.
V nesreči v Goiânii, ki se nahaja v Braziliji, so zaradi ukradenega radioaktivnega vira Cs-137 v obliki cezijevega klorida v sondi (majhni palčki) iz nerjavečega jekla, umrli štirje ljudje. Ionizirajoče sevanje, ki so ga prejeli ostali udeleženi v nesreči, pa zadostuje za pričakovanih deset pojavitev raka.